# Le Crépuscule des morts

Le Crépuscule des morts (Soul's Midnight) est un film américain réalisé par Harry Basil, sorti en 2006.

## Synopsis
Un couple se rend dans une petite ville du Midwest pour assister à l'enterrement d'un proche. Mais une fois sur place, ils ont le malheur d'accepter l'invitation d'un étrange directeur d'hôtel qui leur propose de participer aux festivités rendant hommage au chevalier Saint-George.

## Fiche technique
- Titre : Le Crépuscule des morts
- Titre original : Soul's Midnight
- Réalisation : Harry Basil
- Scénario : Brian Cleveland et Jason Cleveland
- Production : Brian Cleveland, Jason Cleveland, Gray Frederickson, Jerry P. Jacobs et John Simonelli
- Musique : Ceiri Torjussen
- Photographie : Keith J. Duggan
- Montage : Stephen Adrianson
- Décors : Rebekah Bell
- Costumes : Jeffrey Meek
- Pays d'origine : États-Unis
- Format : Couleurs - 1,77:1 - Stéréo - 35 mm
- Genre : Horreur, thriller
- Durée : 84 minutes
- Date de sortie : 30 juin 2006 (États-Unis)

## Distribution
- Armand Assante : Simon
- Robert Floyd : Charles Milford
- Elizabeth Ann Bennett : Alicia Milford
- Lucila Solá : Iris
- Miguel Pérez : Ramos
- Joe Nipote : le père Dominic
- Jane Hall : Mme Budge
- Kevin Cleveland : Mike
- Nando Betancur : Marty
- Jack Hurst : Max Milford
- Natalie Loftin : Sara
- Amy Briede : Lily
- Thomas Cunningham : Ken
- Ben Bornstein : Dragon

## Autour du film
- Le tournage s'est déroulé à Oklahoma City du 31 octobre au 14 novembre 2005.
- Pour son film suivant, Fingerprints (2006), le cinéaste retravailla avec les mêmes producteurs et scénaristes[1].